# Curiosity (film 1915)
Curiosity è un cortometraggio muto del 1915. Il nome del regista non viene riportato nei credit del film che, prodotto dalla Essanay Film Manufacturing Company e distribuito dalla General Film Company, aveva come interpreti Ruth Hennessy, Robert Bolder, Florida Kingsley, Leo White, Ben Turpin.

## Trama
Lo zio crede che la moglie abbia un appuntamento con qualcuno dopo avere visto un biglietto dove si fissa un rendez-vous "alla terza panchina". Così va alla terza panchina ad aspettare l'uomo che si presenterà per scoprire chi possa essere. Quando la zia va a fare una passeggiata, si siede per caso proprio alla terza panchina. Il marito, vedendola lì, la accusa; lei tenta di difendersi, ma lui non è soddisfatto delle sue spiegazioni. Nel frattempo, un pazzo è fuggito dal manicomio. Mentre la zia se ne va via, il marito resta lì ad aspettare. Uno sconosciuto che si siede viene accusato dallo zio di essere l'uomo misterioso. Il nuovo venuto prende invece lo zio per il pazzo evaso e i due uomini finiscono ognuno per cercare di catturare l'altro. Quando arrivano le guardie, gli agenti cercano di arrestare lo zio che però riesce a fuggire. Arriva la nipote, la destinataria del biglietto, all'appuntamento con lo sconosciuto con il quale intende fuggire. Mentre il vero pazzo viene catturato, la storia giunge alla sua conclusione con le spiegazioni dovute e con gli zii che danno il loro consenso al matrimonio della ragazza.

## Produzione
Il film fu prodotto dalla Essanay Film Manufacturing Company.

## Distribuzione
Distribuito negli Stati Uniti dalla General Film Company, il film - un cortometraggio di una bobina - uscì nelle sale cinematografiche il 29 marzo 1915.